# Ashley Graham (Resident Evil)
Ashley Graham (アシュリー・グラハム, Ashurī Gurahamu) é uma personagem fictícia da série de jogos eletrônicos Resident Evil (Biohazard no Japão), criada pela empresa japonesa Capcom. Ela é a filha do presidente dos Estados Unidos, que é sequestrada por uma seita religiosa na Espanha e resgatada pelo agente especial Leon S. Kennedy. Ela aparece pela primeira vez no jogo Resident Evil 4, lançado em 2005, e também em outras mídias relacionadas à franquia. O modelo da personagem no remake foi baseado na youtuber e modelo neerlandesa Ella Freya.

## História
Ashley Graham nasceu em 1984 e é a única filha do presidente Graham, que assumiu o cargo em 2001. Em 2004, ela foi sequestrada por um grupo terrorista chamado Los Illuminados, que planejava infectá-la com um parasita chamado Las Plagas e usá-la como arma biológica contra os Estados Unidos. O líder da seita, Osmund Saddler, pretendia enviar Ashley de volta ao seu pai depois de infectá-la, para que ela pudesse espalhar o parasita entre os políticos e os cidadãos estadunidenses.
O governo dos Estados Unidos enviou o agente especial Leon S. Kennedy para resgatar Ashley na região rural da Espanha, onde ela estava sendo mantida. Leon conseguiu localizar Ashley em uma igreja e a libertou de uma armadilha. Os dois então tentaram escapar da área, enfrentando os membros da seita e as criaturas infectadas pelo parasita. Durante a fuga, Ashley foi capturada várias vezes por Saddler e seus subordinados, mas sempre foi salva por Leon.
Leon e Ashley descobriram que eles também estavam infectados com Las Plagas, mas conseguiram remover o parasita de seus corpos com a ajuda de um cientista desertor chamado Luis Sera, que lhes forneceu um medicamento chamado inibidor de plaga. Eles também contaram com o apoio de Ada Wong, uma espiã que trabalhava para uma organização rival de Saddler. No final do jogo, Leon enfrentou e derrotou Saddler em uma ilha próxima à vila da seita, e resgatou Ashley pela última vez. Ada roubou uma amostra do parasita de Saddler e fugiu de helicóptero, deixando Leon e Ashley escaparem em uma moto aquática antes da ilha explodir.

## Personalidade e habilidades
Ashley é uma jovem inteligente e corajosa, mas também ingênua e medrosa em algumas situações. Ela demonstra gratidão e confiança em Leon, seguindo suas ordens e ajudando-o quando possível. Ela também mostra interesse romântico por ele, mas é rejeitada de forma gentil.
Ashley não possui habilidades de combate, mas pode se defender usando objetos como lanternas ou pedras para atacar os inimigos. Ela também pode se esconder em armários ou latas de lixo para evitar ser capturada. Ela usa um colete à prova de balas vermelho com o brasão dos Estados Unidos e uma saia verde.

## Recepção
Ashley Graham recebeu críticas mistas dos fãs e da crítica especializada. Alguns elogiaram sua personalidade e sua relação com Leon, enquanto outros criticaram sua falta de utilidade e sua tendência a ser capturada ou atrapalhar o jogador. Ela foi considerada uma das personagens mais irritantes dos jogos eletrônicos por vários sites e revistas, como IGN, Game Informer e Complex. Ela também foi comparada a outras personagens femininas da série Resident Evil, como Claire Redfield e Jill Valentine, sendo vista como menos independente e forte do que elas.
Por outro lado, Ashley também recebeu elogios por seu visual. Ela foi incluída em várias listas das personagens mais bonitas ou sexy dos jogos eletrônicos, como as da UGO, GameDaily e Maxim. Ela também foi objeto de cosplay e de fã-arte por parte dos fãs da série.